# وفاة بريان سيكنيك
في 7 يناير 2021، توفي ضابط شرطة مبنى الكابيتول الأمريكي، بريان سيكنيك، بعد إصابته بسكتتين دماغيتين في اليوم التالي لاستجابته للهجوم على مبنى الكابيتول الأمريكي والذي اعتدى عليه خلاله اثنان من مثيري الشغب برذاذ الفلفل. تم وضع رفاته المحروقة تكريمًا في القاعة المستديرة في الكابيتول في 2 فبراير 2021، قبل دفنها مع تكريم كامل في مقبرة أرلينغتون الوطنية.
في غضون يوم واحد من وفاته، أعلنت شرطة الكابيتول الأمريكية ووزارة العدل الأمريكية أن وفاته كانت بسبب إصابات من الهجوم. لعدة أسابيع، أفادت العديد من مصادر وسائل الإعلام بشكل غير صحيح أن سيكينك توفي بعد أن ضرب في رأسه بطفاية حريق أثناء الاضطرابات، مستشهدة باثنين من «مسؤولي إنفاذ القانون المجهولين» كمصدر لهم. بعد أشهر، ومع ذلك، أفاد الطبيب الشرعي في واشنطن العاصمة أن سيكينك توفي نتيجة لسكتتين دماغيتين، وصنف وفاته على أنها ناجمة عن أسباب طبيعية، لكنه علق لاحقًا بأن «كل ما حدث لعب دورًا في حالته». انتقد بعض خبراء الأعصاب الحكم، الذين زعموا أن الإجهاد الناتج عن التمرد في الكابيتول ربما تسبب في السكتة الدماغية. لم يجد الطبيب الشرعي أي دليل على أن سيكينك كان لديه رد فعل تحسسي لرذاذ الفلفل.
تم التحقيق في وفاة سيكينك من قبل قسم جرائم القتل في إدارة شرطة العاصمة، وشرطة مقاطعة كولومبيا، ومكتب التحقيقات الفيدرالي. في 14 مارس، تم القبض على جوليان خاطر وجورج تانيوس بتهمة الاعتداء على سيكينك برذاذ كيميائي. في 28 يناير 2023، حُكم على خاطر بالسجن لمدة سبع سنوات تقريبًا بتهمة الاعتداء على ضابط بمادة كيميائية مهيجة. حصل المعتدي على عفو رئاسي في 20 يناير 2025، من قبل دونالد ترامب.

## خلفية الضحية
بريان ديفيد سيكنيك (بالإنجليزية: Brian David Sicknick؛ 30 يوليو 1978 – 7 يناير 2021) في نيو برونزويك، نيو جيرسي، لأبوين هما جلاديس وتشارلز سيكنيك. نشأ في ساوث ريفر، نيو جيرسي، وكان أصغر ثلاثة أبناء. ووفقًا لشقيقه، كريج، كانوا «عائلة غير تقليدية، مزيج من اليهودية والمشيخية»، وكانوا يحتفلون بعيد الميلاد وعيد الحانوكا. التحق سيكنيك بمدرسة إيست برونزويك التقنية الثانوية [الإنجليزية] لدراسة الإلكترونيات ولكنه طمح لاحقًا إلى أن يصبح ضابط شرطة. تخرج من المدرسة الثانوية في عام 1997.

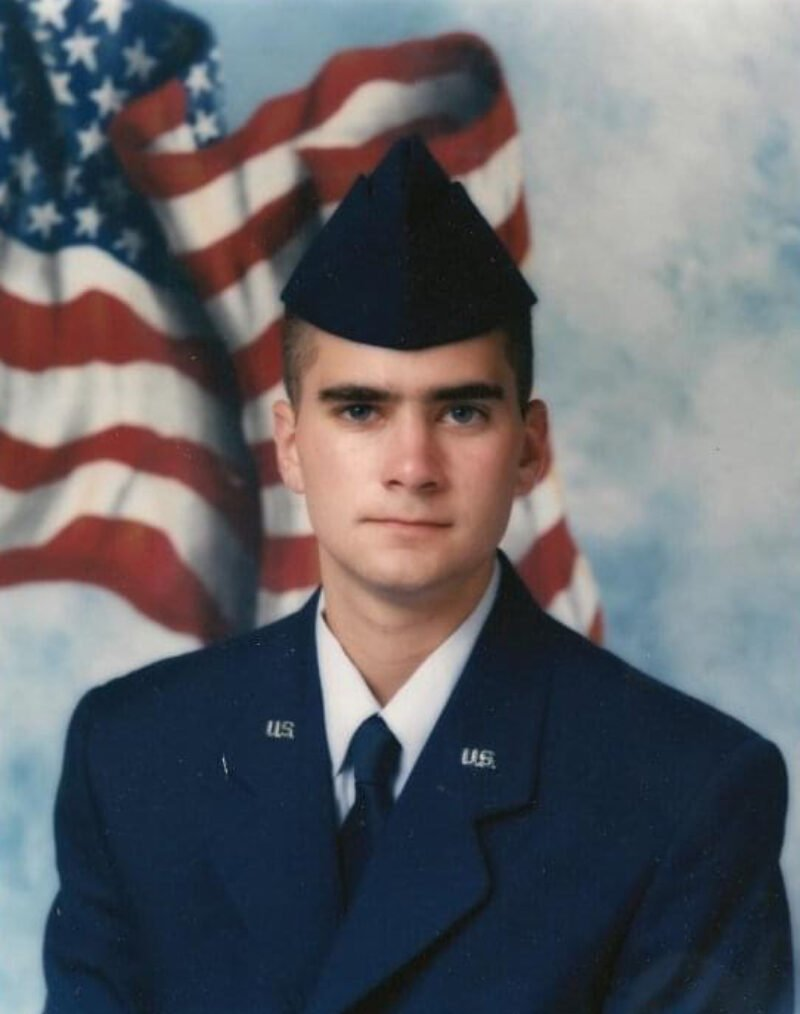
صورة التدريب الأساسي لسيكنيك في عام 1997

بعد كفاحه للعثور على وظيفة كضابط شرطة، انضم سيكينك إلى الحرس الوطني الجوي لولاية نيوجيرسي في عام 1997، لتحقيق هذه الغاية. خدم في الجناح 108 في قاعدة ماكجواير-ديكس-ليكهورست المشتركة، كعضو في فريق الإطفاء وقائد في سرب قوة الأمن. في عام 1998، كتب رسالة إلى صحيفة هوم نيوز تريبيون المحلية، معربًا عن تشككه في موقف أمريكا الضعيف ضد صدام حسين.
تم إرسال سيكنيك إلى المملكة العربية السعودية لدعم عملية المراقبة الجنوبية في عام 1999، ثم إلى قيرغيزستان لدعم عملية الحرية الدائمة في عام 2003. بعد هجمات 11 سبتمبر، انتقد سيكنيك دوافع الولايات المتحدة للحرب في أفغانستان واستراتيجية الحكومة في حرب العراق. في عام 2003، كتب مرة أخرى إلى صحيفة هوم نيوز تريبيون، مشيرًا إلى انخفاض الروح المعنوية بين القوات. تم تسريحه بشرف في نفس العام برتبة رقيب أول.
عمل سيكينك أيضًا كحارس مدرسة في كرانبوري، نيو جيرسي. انتقل لاحقًا إلى سبرينغفيلد، فرجينيا، وانضم إلى شرطة مبنى الكابيتول بالولايات المتحدة في عام 2008. كانت إحدى مهامه الأولى في الكابيتول هي تنصيب باراك أوباما لأول مرة في عام 2009. في عام 2013، حصل على درجة البكالوريوس في العلوم في العدالة الجنائية من جامعة فينيكس. كان سيكينك مؤيدًا صريحًا لدونالد ترامب خلال الانتخابات الرئاسية لعام 2016، لكن أولئك الذين التقوا به قالوا إن آرائه السياسية «لم تتوافق تمامًا مع حزب سياسي واحد». يُقال إن سيكينك عارض عزل ترامب، ودعم السيطرة على الأسلحة، وعارض القسوة على الحيوانات وكان قلقًا بشأن الدين الوطني. وتذكرته كارولين بيرينجر، إحدى موظفات رئيسة مجلس النواب نانسي بيلوسي، لتهدئتها أثناء عودتها إلى العمل في الكابيتول بعد فوز ترامب في عام 2016.

## أحداث 6 يناير
أثناء الهجوم على مبنى الكابيتول الأمريكي في 6 يناير 2021، كان سيكينك في الخدمة مع شرطة الكابيتول خارج الجانب الغربي من الكابيتول، على الخط الأمامي في مواجهة المتظاهرين. في الساعة 2:23 مساءً، حاول مثيرو الشغب اختراق خط الشرطة المكون من حواجز من رفوف الدراجات. تعرض سيكينك وبعض الضباط الآخرين هناك لرذاذ الفلفل وأصبحوا غير قادرين على أداء واجباتهم لمدة 20 دقيقة تقريبًا. تراجع سيكينك وانحنى واستخدم الماء لغسل وجهه. في غضون خمس دقائق من هجوم رذاذ الفلفل، اخترق مثيرو الشغب خط الشرطة واستولوا على الجانب الغربي من المبنى.
لم يكن هناك دليل على أن سيكينك أصيب بأي إصابات أو رد فعل تحسسي تجاه الرذاذ الكيميائي، وفقًا لبيان الطبيب الشرعي بعد أشهر. أرسل سيكينك رسالة نصية إلى شقيقه مساء الأربعاء بعد الهجوم، وأبلغه أنه تعرض للهجوم مرتين برذاذ الفلفل وأنه في حالة جيدة. ومع ذلك، انهار سيكينك لاحقًا حوالي الساعة 10:00 مساءً في مبنى الكابيتول وتم نقله إلى مستشفى محلي.

## الموت
بعد أن أمضى في المستشفى ما يقرب من يوم، توفي سيكينك حوالي الساعة 9:30 مساءً يوم 7 يناير 2021. وفي وقت سابق من ذلك اليوم، أصيب بسكتتين دماغيتين. وكانت السكتتان الدماغيتان ناجمتين عن جلطة دموية في الشريان القاعدي، مما تسبب في تلف جذع الدماغ والمخيخ.
أُبلغت عائلة سيكينك أنه عولج من سكتة دماغية ناجمة عن جلطة دموية، وأنه كان يعيش على جهاز التنفس الصناعي. وقد سافر أفراد العائلة بالسيارة من نيوجيرسي ولم يصلوا إلى المستشفى بعد عندما توفي. وحثت عائلة سيكينك الجمهور والصحافة على عدم تسييس وفاته.
في ليلة وفاته، أعلنت شرطة الكابيتول عن وفاة سيكنيك في بيان صحفي جاء فيه أن «سيكنيك توفي بسبب إصابات تعرض لها أثناء تأدية واجبه». وبعد أشهر، أفاد الطبيب الشرعي أن سيكنيك لم يُصب بأي إصابات، وتوفي لأسباب طبيعية.

## تقرير الطبيب الشرعي
في 19 أبريل 2021، أصدر مكتب كبير الأطباء الشرعيين في مقاطعة كولومبيا بيانًا صحفيًا حول وفاة سيكينك. وذكر البيان أن طريقة الوفاة كانت طبيعية وأن سبب الوفاة كان «احتشاء حاد في جذع الدماغ والمخيخ بسبب تجلط حاد في الشريان القاعدي» (سكتتان دماغيتان في قاعدة جذع الدماغ بسبب جلطة في الشريان). تم استخدام مصطلح «طبيعية» للإشارة إلى الوفاة الناجمة عن مرض وحده؛ وإذا ساهمت الإصابة في طريقة الوفاة، فلن تعتبر طبيعية. استغرق الأمر أكثر من 100 يوم لإصدار هذه النتائج من تشريح الجثة في يناير، ولم يتم إصدار التقرير الكامل للجمهور.
صرح كبير الأطباء الشرعيين، الدكتور فرانسيسكو جيه دياز، لصحيفة واشنطن بوست أنه لا يوجد دليل على إصابة سيكينك أو إصابته بحساسية تجاه المواد الكيميائية المهيجة. وبسبب قوانين الخصوصية، رفض أن يقول ما إذا كان سيكينك يعاني من حالة طبية سابقة. وأشار الدكتور دياز إلى أن سيكينك اشتبك مع مثيري الشغب وقال «كل ما حدث لعب دورًا في حالته».
قال الدكتور سيريل ويشت [الإنجليزية]، الذي لم يكن مطلعًا على أي وثائق رسمية واستند في رأيه فقط على التقارير الإعلامية، لشبكة سي إن إن إنه «صُدم» من اكتشاف دياز، وأن «الطبيعي لا يبدو مناسبًا»، وأنه «قد يكون جريمة قتل». وقال طبيبان متخصصان في الأعصاب وطبيب قلب لشبكة سي إن إن إن الأحداث المرهقة يمكن أن تسبب على الأرجح نوع الجلطات الدموية التي تؤدي إلى السكتات الدماغية.
وقالت شرطة الكابيتول إنها تقبلت نتائج الطبيب الشرعي «لكن هذا لا يغير حقيقة أن الضابط بريان سيكنيك توفي أثناء أداء واجبه، دفاعا بشجاعة عن الكونغرس والكابيتول».

## معلومات مضللة حول سبب الوفاة
تغيرت الروايات حول وفاة سيكينك بمرور الوقت، وسط جو من الارتباك. في البداية، كانت هناك شائعات خاطئة، ثم جاءت المعلومات غير الصحيحة من السلطات ووسائل الإعلام واستمرت لعدة أشهر.
مع تدهور حالته في المستشفى في 7 يناير، بدأت الشائعات تنتشر حول وفاة ضابط. في فترة ما بعد الظهر، أصدرت شرطة الكابيتول الأمريكية بيانًا يدحض مثل هذه التقارير. في غضون ساعات من وفاة سيكينك في وقت لاحق من ذلك المساء، أصدرت شرطة الكابيتول بيانًا آخر قالت فيه إن سيكينك توفي«بسبب إصابات لحقت به أثناء تأدية واجبه» أثناء «الاشتباك الجسدي مع المتظاهرين» في الكابيتول. في 8 يناير، نشرت وزارة العدل الأمريكية بيانًا صادرًا عن القائم بأعمال المدعي العام جيفري أ. روزن [الإنجليزية]، والذي نسب وفاة سيكينك «إلى الإصابات التي تعرض لها أثناء الدفاع عن مبنى الكابيتول الأمريكي، ضد الغوغاء العنيفين الذين اقتحموه». بعد أشهر في 19 أبريل، أفاد الطبيب الشرعي أنه لا يوجد دليل على إصابة سيكينك بأي إصابات.
كانت بعض التقارير الإعلامية الأولية بشأن سبب وفاة سيكينك غير صحيحة. في 8 يناير، نقلت وكالة أسوشيتد برس، وصحيفة وول ستريت جورنال، وقصص منفصلة في صحيفة نيويورك تايمز عن اثنين من مسؤولي إنفاذ القانون المجهولين قولهم إن سيكينك أصيب في رأسه بطفاية حريق. وتبع ذلك تقارير مماثلة في 9 يناير. وفي الوقت نفسه، قال والد سيكينك إن سيكينك تعرض لرش الفلفل وضرب في رأسه، حسبما ذكرت وكالة رويترز في 10 يناير.
في الثاني من فبراير، أشار مجلس النواب إلى مقال صحيفة نيويورك تايمز حول وفاة سيكينك. في مذكرة محاكمة دونالد ترامب الثانية، «قتل المتمردون ضابط شرطة الكابيتول بضربه في رأسه بطفاية حريق». في نفس اليوم، ذكرت شبكة سي إن إن أنه وفقًا لمسؤول إنفاذ القانون، لم يجد الفاحصون الطبيون أدلة على إصابة كليلة على جسد سيكينك. ثم اعتقد المحققون أن التقارير التي تفيد بأن سيكينك أصيب بضربة بطفاية حريق كانت كاذبة. في الحادي عشر من فبراير، ذكرت صحيفة نيويورك تايمز أن «مصادر الشرطة والمحققين على خلاف» حول ما إذا كان سيكينك قد تعرض للضرب بطفاية حريق.
في الثاني من فبراير، وردت أنباء تفيد بأن المحققين كانوا يفكرون في مادة كيميائية مهيجة كسبب محتمل للوفاة. كانت هناك تلميحات كاذبة من جانب المدعين العامين بأن المادة الكيميائية المهيجة كانت رذاذ الدب، حتى يوم 27 أبريل عندما قالوا إنها رذاذ الفلفل. في 19 أبريل، قال الطبيب الشرعي إنه لا يوجد دليل على أن سيكينك كان يعاني من رد فعل تحسسي تجاه رذاذ كيميائي.
في أبريل ومايو 2021، أرسل السيناتور رونالد جونسون (جمهوري من ويسكونسن) خطابات إلى القائم بأعمال رئيس شرطة الكابيتول الأمريكي يطلب فيها معلومات حول التعامل مع وفاة سيكينك. رد المستشار العام للجنة الكابيتول الأمريكية توماس ديبياسي بأن القسم لم يصدر بيانًا يفيد بأن سيكينك تعرض للاعتداء باستخدام مطفأة حريق، وأن ديبياسي لم يكن على علم بأي اتصال بين لجنة الكابيتول الأمريكية ومديري المساءلة في مجلس النواب بشأن وفاة سيكينك.

## التحقيق والاتهامات
في بيان صحفي صدر في 7 يناير، قالت شرطة الكابيتول الأمريكية إن وفاة سيكينك ستخضع للتحقيق. وفي اليوم التالي، فتحت شرطة الكابيتول الأمريكية تحقيقًا في جريمة قتل في وفاة سيكينك، وانضمت إليها إدارة شرطة العاصمة واشنطن وغيرها من الوكالات الفيدرالية.
في الثاني من فبراير، ذكرت شبكة سي إن إن أن المحققين يواجهون صعوبة في العثور على أدلة على جريمة قتل. وقال أحد مسؤولي إنفاذ القانون إن الأطباء الشرعيين لم يجدوا أي دليل على أي صدمة ناتجة عن قوة شديدة. لذا خلص المحققون إلى أن التقارير الأولية عن تعرض سيكينك للضرب بطفاية حريق كانت كاذبة. وقد نظروا في احتمال إصابة سيكينك بالمرض من رذاذ مهيج كيميائي وكانوا يراجعون مقاطع الفيديو بحثًا عن أدلة.
في الرابع عشر من مارس، ألقت السلطات الفيدرالية القبض على جوليان خاطر وجورج تانيوس ووجهت إليهما تهمتي الاعتداء على الضابط سيكينك ببخاخ كيميائي. ولم يكن من الممكن توجيه تهمة القتل لأن سبب الوفاة لم يتم تحديده بعد. وكانت نتائج التشريح لا تزال معلقة بعد مرور ما يقرب من عشرة أسابيع على وفاة سيكينك.
وفي بيان صحفي صدر في 19 أبريل، قال مكتب الطبيب الشرعي إن وفاة سيكينك كانت لأسباب طبيعية. وقد أدى هذا الحكم إلى صعوبة قيام المدعين العامين بملاحقة تهم القتل. وبعد مرور أسبوع، قال ممثلو الادعاء إن المادة الكيميائية التي تم رشها على سيكينك كانت رذاذ الفلفل.
في 27 يناير 2023، حُكم على خاطر بالسجن لمدة 6 سنوات و8 أشهر بعد إقراره بالذنب في الاعتداء على ضباط شرطة الكابيتول، بما في ذلك سيكينك، باستخدام رذاذ الفلفل في سلسلة المفاتيح. وحُكم على طانيوس بالسجن لمدة 10 أشهر.

## الدعوى المدنية
في يناير 2023، رفعت شريكة سيكينك، ساندرا جارزا، دعوى مدنية بتهمة القتل الخطأ والتآمر (من بين مطالبات أخرى) ضد ترامب وخاطر وتانيوس، بمبلغ 10 ملايين دولار من كل مدعى عليه. في يناير 2024، تم رفض مطالبات القتل الخطأ وكذلك دعويين بالإهمال ضد ترامب. كما تم رفض مطالبة ترامب بالحصانة الرئاسية.

## النصب التذكارية

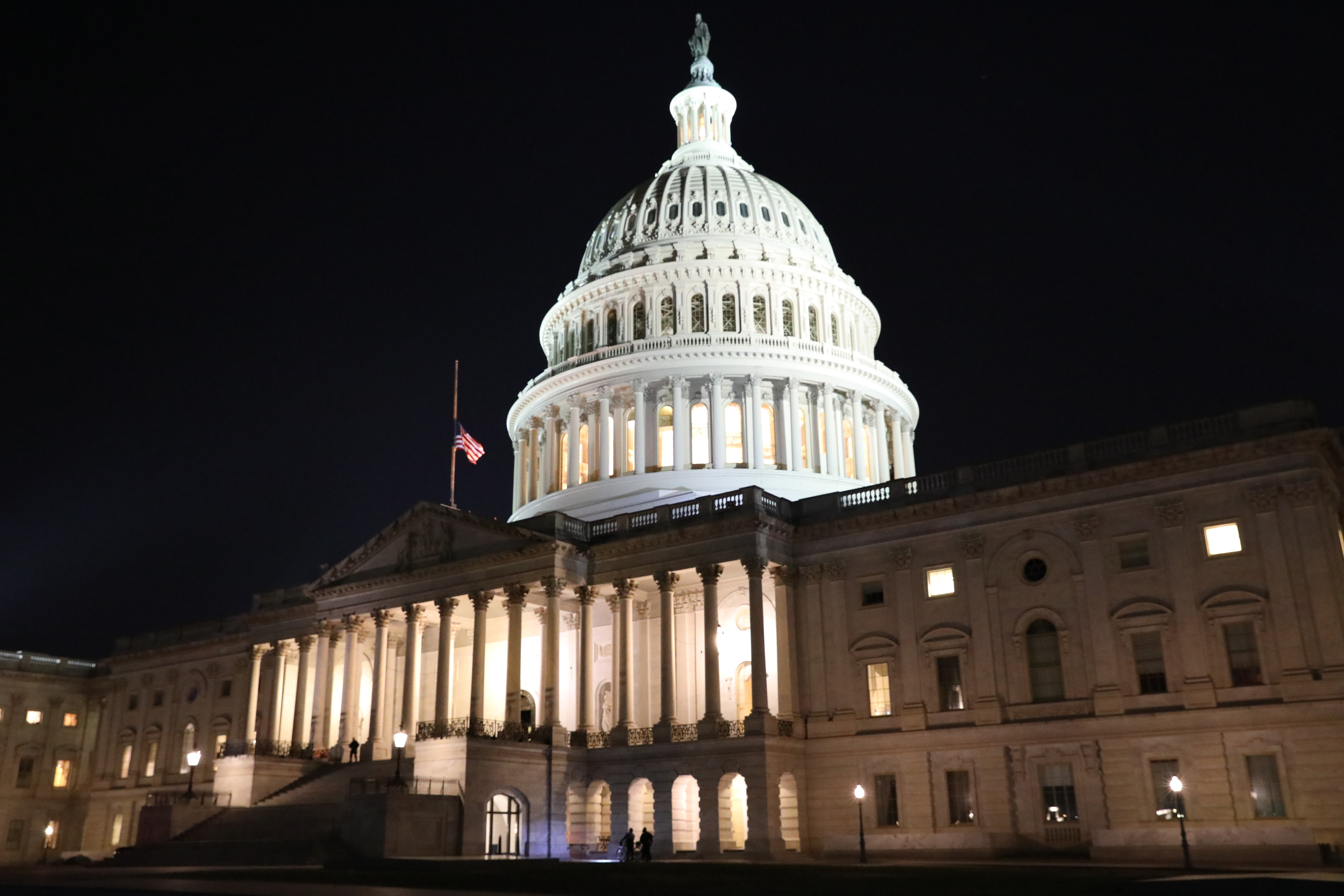
تم رفع العلم في مبنى الكابيتول إلى نصف السارية في 12 يناير تكريما لسيكنيك

في 8 يناير 2021، أمرت رئيسة مجلس النواب نانسي بيلوسي بتنكيس الأعلام في مبنى الكابيتول إلى نصف السارية تكريماً لسيكنيك. قدم رئيس مجلس النواب السابق بول رايان تعازيه لسيكنيك على تويتر. اتصل نائب الرئيس المنتهية ولايته مايك بنس بأسرة سيكنيك لتقديم تعازيه، وأصدر نائب السكرتير الصحفي لإدارة ترامب بيانًا مكتوبًا. في عطلة نهاية الأسبوع التالية، أمر ترامب برفع الأعلام إلى نصف السارية في جميع المباني والأراضي والسفن الفيدرالية لمدة ثلاثة أيام. كما أمر حاكما نيوجيرسي وفيرجينيا برفع الأعلام إلى نصف السارية في ولايتيهما. في 12 يناير 2021، أقيمت مراسم تذكارية في مسقط رأس سيكنيك في ساوث ريفر، نيوجيرسي. وحضرها عائلته، وعضو مجلس الشيوخ عن نيوجيرسي بوب مينينديز، ومسؤولون محليون. قدم مينينديز لعائلة سيكينك العلم الذي كان يرفرف فوق مبنى الكابيتول تكريمًا له. أعلنت مدرسة سيكينك الثانوية، مدرسة إيست برونزويك التقنية الثانوية [الإنجليزية]، عن خطط لزراعة شجرة بلوط في الحرم الجامعي تكريمًا له. بث فريق هوكي الجليد نيوجيرسي ديفلز مقطع فيديو لحاكم نيوجيرسي فيل ميرفي وهو يلقي تأبينًا قصيرًا لسيكينك، تلا ذلك لحظة صمت.

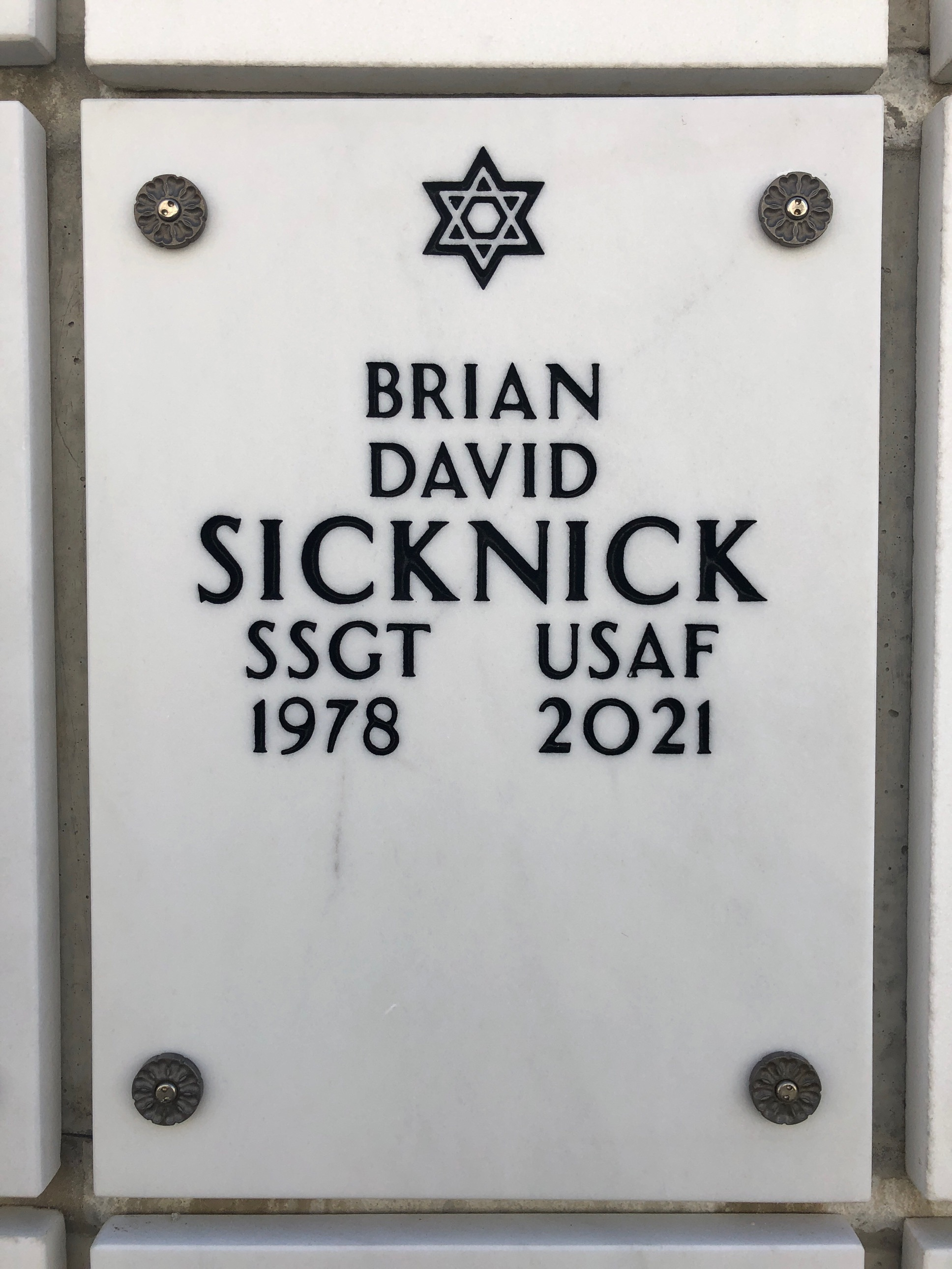
مكان سيكينك في مقبرة أرلينغتون الوطنية

في 29 يناير، أعلنت بيلوسي وزعيم الأغلبية في مجلس الشيوخ تشاك شومر أن سيكينك سيُسجى تكريمًا في قاعة الكابيتول. بدأت مراسم الوصول في مساء يوم 2 فبراير 2021، في الواجهة الشرقية للكابيتول، تلتها فترة مشاهدة حضرها الرئيس جو بايدن، الذي تولى منصبه في 20 يناير، والسيدة الأولى جيل بايدن. قدمت نائبة الرئيس كامالا هاريس والسيد الثاني دوغ إمهوف احترامهما في 3 فبراير، إلى جانب العديد من المشرعين وضباط الشرطة. في وقت لاحق من ذلك اليوم، غادرت رفات سيكينك المحروقة، مصحوبة بموكب، الكابيتول إلى مقبرة أرلينغتون الوطنية، حيث تم الدفن. ألقى النائب دان كرينشاو، الذي وصفه شقيق سيكينك بأنه «أحد الأشخاص المفضلين لدى بريان في الكونغرس»، كلمة التأبين.
حضر أفراد عائلة سيكينك مباراة سوبر بول إل في [الإنجليزية] في فبراير 2021 كضيوف شرف في الدوري الوطني لكرة القدم الأمريكية، إلى جانب ثلاثة ضباط من إدارة شرطة العاصمة.
في 5 أغسطس 2021، تم تكريم سيكينك، إلى جانب ضباط شرطة الكابيتول هوارد ليبينجود وبيلي إيفانز وضابط شرطة العاصمة جيفري إل سميث، بعد وفاته في حفل توقيع مشروع قانون لمنح الميداليات الذهبية للكونغرس لشرطة الكابيتول وغيرهم من المستجيبين في 6 يناير. تم ذكر اسمه في نص مشروع القانون، وعلق بايدن على وفاته. في حفل الميدالية الذهبية للكونغرس في ديسمبر 2022، رفض أفراد عائلة سيكينك مصافحة الزعيمين الجمهوريين ميتش ماكونيل وكيفن مكارثي.
في 6 يناير 2023، حصل سيكنيك بعد وفاته على ميدالية المواطنين الرئاسية من الرئيس جو بايدن، وذلك تقديراً لدوره في الدفاع عن مبنى الكابيتول الأمريكي.

## الملاحظات
1. 1 2   «طبيعي: يستخدم عندما يكون المرض وحده سببًا للوفاة. إذا تسارعت الوفاة بسبب إصابة، فإن طريقة الوفاة لا تعتبر طبيعية.»[11]
2. ↑  تتباين الروايات حول انهيار سيكينك. ففي السابع من يناير، قالت الشرطة إنه «عاد إلى مكتب قسمه وانهار».[6][31] وفي التاسع عشر من أبريل، قال الطبيب الشرعي إنه انهار في مبنى الكابيتول.[31]
3. ↑  من بيان صحفي للطبيب الشرعي:[11]

«حادثة:يستخدم عندما لا يكون هناك دليل على القصد؛ موت غير مقصود، مفاجئ، وغير متوقع.

جريمة قتل: تنتج الوفاة عن الأذى المتعمد لشخص ما من قبل شخص آخر، بما في ذلك أفعال السلوك المتهور بشكل صارخ.

طبيعية: Uتعتبر الوفاة طبيعية عندما يتسبب المرض وحده في الوفاة. وإذا عجلت الوفاة بسبب إصابة، فإن طريقة الوفاة لا تعتبر طبيعية.

انتحار: الموت ينتج عن محاولة متعمدة لإنهاء حياة الإنسان.

غير محدد: يتم استخدامه عندما لا تكون هناك معلومات كافية لتعيين طريقة أخرى.»

## وصلات خارجية
| ألقاب تشريفية          | ألقاب تشريفية                                                                             | ألقاب تشريفية     |
| ---------------------- | ----------------------------------------------------------------------------------------- | ----------------- |
| سبقه روث بادر غينسبورغ | الأشخاص الذين رقدوا في شرف الدولة أو في قاعة الكونغرس في الولايات المتحدة 2–3 فبراير 2021 | تبعه وليام إيفانز |